# مرسک دریلینگ
مرسک دریلینگ (انگلیسی: Maersk Drilling) شرکت حفاری دانمارکی است، که در سال ۱۹۷۲ تأسیس شد.